# Donjon de Montessus
Le donjon de Montessus ou château de Montessus est un édifice situé à Changy, en France.  

## Localisation
Le donjon est situé sur le territoire de la commune de Changy  dans le département de Saône-et-Loire et la région Bourgogne-Franche-Comté, sur une butte dominant la vallée de l'Arconce.

## Description
Le monument est surmonté par son donjon quadrangulaire flanquée de quatre échauguettes. Un corps de logis est accolé à cette tour. Les parties les plus anciennes remontent au XIIe siècle. L'ensemble peut être daté des XIVe et XVe siècles, avec quelques transformations au XVIIe siècle.
Les propriétaires ne proposent pas de visite. Le site et les parcelles environnantes font l'objet d'un classement au titre des monuments historiques par arrêté depuis le 4 septembre 2006. Une association "les Amis du site de Montessus" a été créée afin d'encourager le rayonnement du site, de soutenir l'élevage traditionnel qui s'y pratique, et de préserver son environnement naturel.

## Historique
Le château a appartenu initialement à la famille mâconnaise de Rabutin avant de passer entre les mains des Trezettes au XIVe siècle. Vers 1440, il passe aux Sarrazin puis aux Bernard, famille de Montcenis nouvellement anoblie, par le mariage, en 1487, de Léonarde Sarrazin et Hugues Bernard. La famille Bernard de Montessus conservent Montessus jusqu'à 1957 quand il passa par héritage et mariage à la famille de la Cropte de Chanterac, descendant des Montessus.
La famille Bernard de Montessus a également possédé les châteaux de Rully et Ballore dans la même région.

Armes de la famille Bernard de Montessus.